# نبرد نینجا ها
نبرد نینجا ها مقابل مادارا اوچیها
پیروزی مادارا در این نبرد باعث شد که او کنترل بیشتری بر میدان نبرد پیدا کند.

## پیش‌زمینه
در جریان جنگ جهانی چهارم شینوبی، پس از نبرد میان کابیوتو یاکوشی و ایتوچی اوچیها، کابیوتو تکنیک ادو تنسی را به کار برد و اوچیها مادارا را احضار کرد. این اقدام باعث تغییر قابل توجهی در میدان نبرد شد، زیرا مادارا به محض ورود، قدرت فوق‌العاده خود را به نمایش گذاشت.

## نبرد
مادارا به محض ظاهر شدن، با استفاده از قدرت رینگان و مانگکیو شارینگان، حملات ویرانگری را علیه ارتش متحد شینوبی آغاز کرد. او با استفاده از تکنیک‌های سطح بالا مانند سوسانو و حملات فیزیکی قدرتمند، توانست تعداد زیادی از نینجاها را نابود کند. یکی از برجسته‌ترین لحظات نبرد، زمانی بود که مادارا با احضار یک شهاب‌سنگ غول‌پیکر، میدان نبرد را ویران کرد و بخش عظیمی از ارتش را از بین برد.
پس از مدتی، اوچیها اوبیتو با استفاده از ری‌نیتنسی، مادارا را به صورت کامل در بدن زنده احیا کرد. این موضوع باعث شد که او بتواند قدرت واقعی خود را بدون محدودیت‌های ادو تنسی به کار بگیرد و حتی قوی‌تر از قبل شود.

## پیامدها
پیروزی مادارا در این نبرد باعث شد که او کنترل بیشتری بر میدان نبرد پیدا کند. او در ادامه، ده‌دم (جووبی) را زنده کرد و به عنوان جینچوریکی آن، به دشمنی با نینجاهای باقی‌مانده ادامه داد. این نبرد یکی از سرنوشت‌سازترین درگیری‌های جنگ جهانی چهارم شینوبی بود که در نهایت به رویارویی نهایی مادارا و نینجاهای باقی‌مانده منجر شد.